# Lina Cavalieri
Natalina "Lina" Cavalieri (Viterbo; 25 de diciembre de 1874-Florencia; 7 de febrero de 1944) fue una soprano italiana, también conocida por sus facetas como actriz y monologuista.

## Biografía
Lina Cavalieri nació en el día de Navidad de 1874 en Rieti, localidad a unos 80 kilómetros al norte de Roma. Perdió a sus padres con quince años de edad, quedando tutelada por el estado, por lo que fue enviada a un orfanato católico. La vivaz joven era infeliz bajo la disciplina estricta de las monjas, y a la primera oportunidad se escapó con un grupo teatral de visita en la ciudad.
Siendo todavía muy joven, llegó a París, donde su agraciado aspecto le abrió muchas puertas, obteniendo trabajo como cantante en un café-concierto de la ciudad. De allí pasó a actuar en una gran variedad de salas de música y otros locales por toda Europa, mientras trabajaba para perfeccionar su voz. Tomó lecciones de canto e hizo su debut en la ópera en Lisboa en 1900 (en el papel de Nedda, en la obra Pagliacci). Ese mismo año se casó con su primer marido, el Príncipe ruso Alexandre Bariatinsky. En 1904, cantó en la Ópera de Montecarlo, y en 1905, en el Teatro Sarah Bernhardt de París, Cavalieri protagonizó como coprotagonista con Enrico Caruso la ópera Fedora de Umberto Giordano. Desde allí, también con Caruso, se dirigió a Nueva York, debutando con él en la Ópera Metropolitana el 5 de diciembre de 1906.

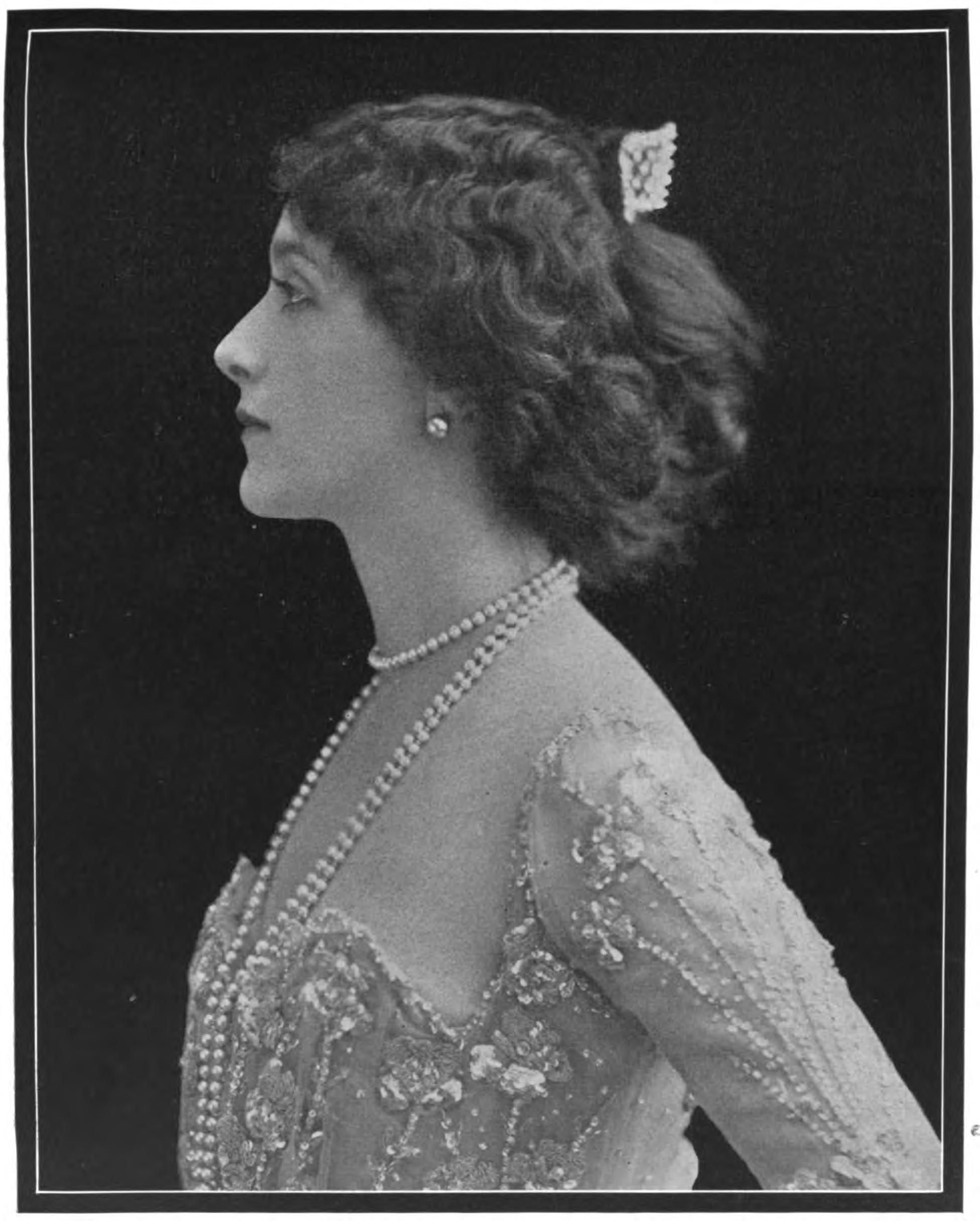
Cavalieri en 1909

Cavalieri permaneció en cartel en la Ópera Metropolitana durante las dos siguientes temporadas, actuando otra vez con Caruso en 1907, en Manon Lescaut, de Puccini. Se convirtió en una de las estrellas más fotografiadas de su época. Frecuentemente citada como "la mujer más bella del mundo", era seguidora del tightlacing, práctica femenina consistente en el uso prolongado de corsés muy apretados para adquirir una silueta en forma de "reloj de arena", con una cintura muy estrecha.
Durante la temporada 1909–1910, cantó con la Compañía de Ópera de Manhattan de Oscar Hammerstein I. Mucho tiempo después de su primer matrimonio, sostuvo un tempestuoso idilio con Robert Winthrop Chanler (1872–1930), un miembro de las familias Astor y Dudley–Winthrop. Se casaron el 18 de junio de 1910, pero se separaron al final de la luna de miel, y su divorcio se produjo finalmente en junio de 1912.
Después del divorcio, Cavalieri regresó a Europa, donde se convirtió en una estrella adorada por el público tanto en el San Petersburgo previo a la Revolución Rusa como en Ucrania. Otras óperas incluidas en su repertorio fueron La bohème, La traviata, Fausto, Manon, Andrea Chénier, Thaïs, Los cuentos de Hoffmann (como la cortesana Giulietta), Rigoletto, Mefistófeles (como Margarita y Elena), Adriana Lecouvreur, Tosca, Herodías (como Salomé), Carmen (en el papel protagonista), Siberia, y Zazà.
Durante su carrera, Cavalieri cantó con otros cantantes prominentes, incluyendo a Giuseppe Anselmi, Mary Garden (en la premier mundial de la obra Chérubin de Massenet en 1905), Mattia Battistini, Titta Ruffo, Fiódor Chaliapin, Nikolay Figner, Antonio Scotti, Vanni Marcoux, Giovanni Zenatello, Tito Schipa, y el tenor francés Lucien Muratore, con quien se casó en 1913 después de su divorcio de la soprano Marguerite Bériza. Tras retirarse de la escena, Cavalieri regentó un salón de belleza en París. En 1914, en vísperas de su cuadragésimo cumpleaños, con una belleza todavía espectacular, escribió una columna de consejos sobre maquillaje para mujeres en la revista Femina y publicó un libro, Mis Secretos de Belleza. En su parisiense Institut de Beauté, promocionó los cosméticos de la marca Parfums Isabey Paris, desarrollando en 1926 una gama de sus propios productos de belleza. El mismo año, lanzó su perfume, llamado "Mona Lina", aparentemente inspirado en la Mona Lisa de Leonardo da Vinci. En 1915 regresó a su Italia natal para rodar películas. Con el comienzo de la Primera Guerra Mundial, se trasladó a los Estados Unidos, donde filmó otras cuatro películas mudas. Sus últimas tres películas fueron producidas por su amigo, el director cinematográfico belga Edward José. Casi todas sus filmaciones están consideradas como películas perdidas.
Después de casarse con su cuarto marido, Paolo d'Arvanni, fijó con él su residemcia en Italia. Ya sexagenaria cuando comenzó la Segunda Guerra Mundial, se alistó como enfermera voluntaria. Cavalieri murió el 8 de febrero de 1944, víctima de un bombardeo aliado que destruyó su casa de Florencia próxima a Poggio Imperiale, donde estaba retenida bajo vigilancia policial debido a su marido extranjero. Oyendo el sonido de un bombardero estadounidense cercano, Cavalieri, su marido y los criados corrieron al refugio subterráneo, pero Cavalieri y su marido se retrasaron para recoger de la casa sus valiosas joyas. Tanto Cavalieri como su marido murieron intentando alcanzar el refugio, mientras que todos los criados sobrevivieron.

## Legado
La discografía de Lina Cavalieri es escasa. En 1910,  grabó para Columbia arias de La bohème, Tosca, Manon Lescaut, Carmen, Mefistófeles, y Fausto, así como la canción, "Maria, Marì! (Ah! Marì! Ah! Marì!)." En 1917, para Pathé, la soprano grabó "Le rêve passé," con Muratore. Para American Pathé grabó arias de Carmen y Herodías.
Fue retratada por el artista italiano Giovanni Boldini (cuadro adquirido por Maurice Rothschild); y por el artista suizo-estadounidense Adolfo Müller-Ury (1862–1947). Este último retrato es ahora propiedad de la Ópera Metropolitana, donado por Nicholas Meredith Turner en memoria de su mujer, la soprano Jessica Dragonette. El rostro que aparece repetidamente, de forma casi obsesiva, en los diseños de Piero Fornasetti, es el de Cavalieri.
En 1955, Gina Lollobrigida encarnó a Cavalieri en la película "Beautiful But Dangerous" (Bonita pero Peligrosa) (también conocida como "The World's Most Beautiful Woman").
En 2004, Paul Fryer y Olga Usova publicaron el libro titulado "Lina Cavalieri: The Life of Opera’s Greatest Beauty, 1874—1944." (Lina Cavalieri: La Vida de la Belleza más Grande de la Ópera, 1874—1944).

## Familia
De su primer matrimonio con Alexandre Bariatinsky, Lina tuvo un hijo, Alexandre Bariatinsky, Jr., que sirvió en el Ejército Italiano a comienzos de la Primera Guerra Mundial, cuando Lina se dirigió a las autoridades para intentar visitarle.

## Películas

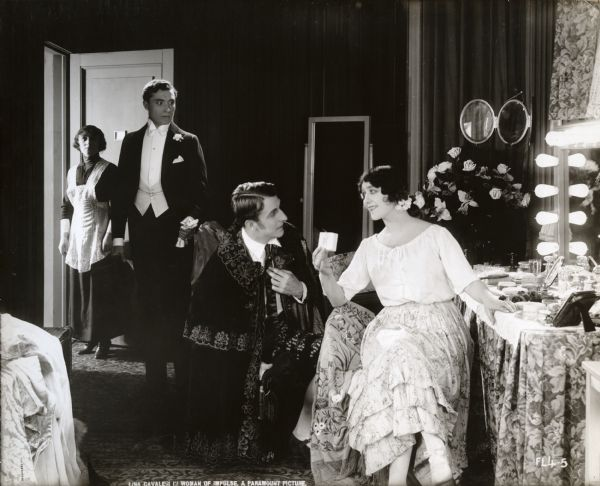
En la obra muda "A Woman of Impulse" (Una Mujer de Impulso), Lina Cavalieri recibe a Raymond Bloomer, de rodillas, y a Robert Cain, en traje de fiesta.

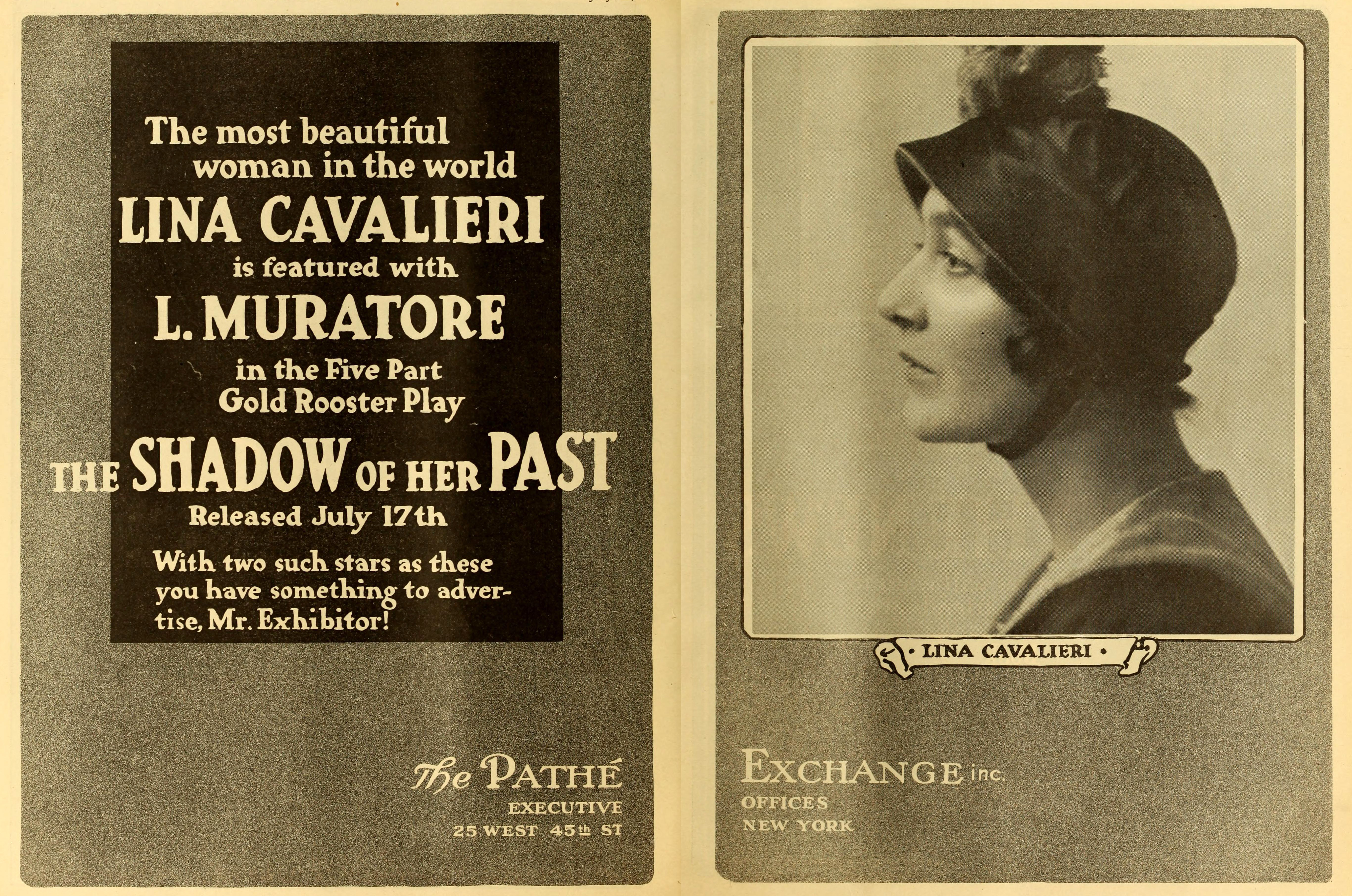
The Shadow of Her Past (1916)

- Manon Lescaut (1914)
- The Shadow of Her Past (1915)
- The Rose of Granada (1916)
- The Eternal Temptress (1917)
- Love's Conquest (1918)
- A Woman of Impulse (1918)
- The Two Brides (1919)
- The Crushed Idol (1920)

## Iconografía
- Antonio de la Gándara – Portrait of Lina Cavalieri

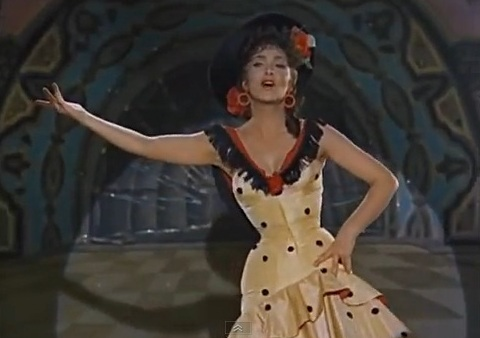
G. Lollobrigida encarnó a Lina Cavalieri en la película de 1955 La donna più bella del mondo, dirigida por Robert Z. Leonard.

- Piero Fornasetti – 'Tema e Variazioni' series